# 리듬스타
리듬스타는 2008년 에이앤비 소프트가 만든 핸드폰 전용 리듬 액션 게임이다.
2010년 2월 24일 SK에서 리듬스타 2가 출시되었다. (KT 2010년 3월 31일)
또한 2011년 SK와 KT 그리고 LG U+에서 리듬스타 T가 출시되었다.
그리고 그 후속작으로 2011년 스마트폰 전용으로 T스토어에 등록된 리듬스타 소셜이 출시되었지만 모두에게 잊혔고,
그리고 2013년 9월 리듬스타3이 출시되었다.

## 게임 구조
게임은 음악에 따른 노트를 맞춰 점수를 획득하는 방식이다. 곡은 대개 가요, 클래식 2가지로 나뉜다.
리듬스타는 EASY, HARD, CRAZY 3개의 모드를 선택할 수 있다. EASY모드는 3키를 사용한다. 이는 쉬운 편이며 난이도 값은 1~5이다. HARD모드는 6키를 사용한다. 난이도는 보통이며 값은 3~8이다. CRAZY모드는 9키를 모두 사용하고, 그만큼 난이도도 가장 어려우며 값은 4~10이다.
기종에 따른 속도의 차이에 이한 싱크 어긋남을 조절할 수 있는 싱크 조절 기능이 있으며 게임 모드도 조절할 수 있다.
게임 모드는 노멀모드, 미러모드, 랜덤모드로 나뉘며 게임 노트 속도는 0.5, 1, 2, 3배속의 속도로 조절 할 수 있다. 이 모드들은 '행성'이 가지고 있는 고유한 옵션이다. 행성들은 음악선택시 좌 우 키를 눌러 변경할 수 있다. 각 행성들은 보너스가 있으며, 노멀, 미러, 랜덤/1x, 0.5x, 2x, 3x 의 순서로 보너스가 올라간다. 행성 변경시 게임 노트 속도는 0.5, 1, 2, 3배속의 속도로 조절 할 수 있으며, 리듬스타 1의 경우 순서는 Normal->Normal x0.5->Normal x2->Normal x3->Mirror->Random->Mirror x0.5->Mirror x2->Mirror x3->Random x0.5->Random x2->Random x3 순이다. 행성을 치유하면 이 모드들을 즐길 수 있는데, 행성은 음표로 치유할 수 있으며 행성 치유의 순서는 없다.
'음표'는 음표가 그려진 주황 노트를 Good 이상의 판정으로 맞추면 얻을 수 있으며 특히 밝게 빛나는 '왕 음표'를 Good 이상의 판정으로 맞추면 10개의 음표를 얻는다. 음표는 행성치유 및 곡을 사는데 쓰인다.
2009년 4월에는 멀티곡(동시키를 사용)이 출시가 시작되었다. 리듬스타 초기에 캐논 hard가 출시되었을 때 동시키 논란이 있었지만, 완전한 동시키는 아닌걸로 밝혀졌다. 현재는 멀티곡이 점수 논란으로 내려받지 못하는 상태이다. 또한 신곡 출시일은 매주 금요일이며, 가요, 클래식, 무료곡 3가지로 출시된다. 매월 말에는 무료곡이 같이 출시된다.
그리고 2011년 출시된 리듬스타T(스마트)와 리듬스타 소셜, 리듬스타3은 4키,5키,6키를 사용한다.
2010년 출시된 리듬스타T는 리듬스타 시리즈 최초로 플립노트를 적용했으며(리듬스타T Classic 제외)
그 후 2013년 9월 출시된 리듬스타3은 완벽한 멀티곡(동시키를 사용)과 꺾이는 롱노트가 최초로 등장했다.

## 판정, 점수 구조
판정은 정확도에 따라 순서대로 Perfect, Great, Good, Bad, Miss 순이다. Perfect 판정을 받았을 때, Great 판정을 받았을 때, Good 판정을 받았을 때, Bad 판정을 받았을 때 나오는 점수가 각각 다르다. 판정에 따라서 랭크가 결정되며, 랭크에는 S, A, B, C, D, E, F 랭크가 있다. S랭크는 모든 노트를 Perfect 판정으로 클리어했을 때 받을 수 있다. 게임 점수는 콤보를 더할 때마다 5배까지의 가산점을 받을 수 있다. 피쳐폰으로 출시된 리듬스타(리듬스타1.2.t.소셜)는 20콤보일 때 2배 40콤보일 때 3배 70콤보일 때 4배 100콤보일 때 5배의 가산점이 주어진다.
리듬스타3의 경우는 20콤보에 2배 50콤보에 3배 150콤보에 4배 300콤보에 5배의 가산점이 부여된다
리듬스타(퍼플랩)은  10콤보에 110% 50콤보에 120% 100콤보에 130% 그뒤로 100콤보당 +10%의 가산점이 주어지며
별도의 피버 게이지가 있어 그 게이지가 다 채워져 피버가 발동하면 발동시간동안 가산점이 2배로 늘어난다

## 캐릭터
리듬스타1
- 리듬이 (곡 선택 화면과 6키모드의 왼쪽 TV에서 볼 수 있다.)
- Dr. R (3키모드의 왼쪽 TV에서 볼 수 있다.)
- 잭 (9키모드의 왼쪽 TV에서 볼 수 있다.)

리듬스타2
- 리듬이(지구 행성)
- Dr.R(카프리치오 행성)
- 디디(아마빌레 행성)
- 코다(피아코 행성)
- 모짜(아지타토 행성)
- 미뉴(루바토 행성)
- 폴카(프레스토 행성)
- 델리(돌체 행성)
- 마따(에스틴토 행성)
- 브링(알레그로 행성)
- 부기(칸타빌레 행성)
- 잭(비바체 행성),
- 블레키(브리오 행성)

## 다른 리듬스타 시리즈
- 리듬스타2
- 리듬스타T
- 리듬스타3